# Бургер, Норберт
Норберт Бургер (нем. Norbert Burger; 13 апреля 1929, Кирхберг-на-Векселе, 27 сентября 1992, Кирхберг-на-Векселе) — австрийский ультраправый политик, активист АПС, основатель неонацистской НДП. Участник южнотирольского сепаратистского движения, видный деятель BAS. Заочно осуждён в Италии за террористические акты. Кандидат в президенты Австрии на выборах 1980. Считается ключевой фигурой правого экстремизма в послевоенной Австрии. 

## Происхождение, образование, взгляды
Родился в богатой семье владельца лесопилки. Франц Бургер-старший, отец Норберта Бургера, в 1924—1933 был мэром Кирхберга-на-Векселе. Он симпатизировал нацистскому движению, поэтому конфликтовал с австрофашистскими правительствами. Был отстранён от должности, но восстановлен после аншлюса.
Норберт Бургер воспитывался в ультраправом и пангерманистском духе. Ребёнком он приветствовал аншлюс. Состоял в Юнгфольке и Гитлерюгенде. В конце 1944 добровольно ушёл на фронт в составе фольксштурма. Был ранен в боях с советскими войсками. По собственному признанию, участвовал также в исполнении смертных приговоров. Впоследствии Бургер утверждал, что казнённый при его участии был не бойцом Сопротивления, а военным преступником — «начальником коммунистической полиции, поставлявшим женщин для изнасилований».
В период послевоенной оккупации Австрии Норберт Бургер проникся антиамериканизмом и антисоветизмом — сам он побывал в американском лагере для военнопленных, его родители подвергались преследованиям в советской зоне.
После смерти Франца Бургера в 1946 году Норберт Бургер унаследовал — в равных долях с братом Францем-младшим — крупные активы: дом, лесопилку, несколько лесных участков. Изучал право и экономику в Инсбрукском университете. С 1951 возглавлял правонационалистическое студенческое братство Olympia. Вступил в крайне правую Австрийскую партию свободы (АПС). С 1953 — федеральный председатель Студенческого кольца свободы — студенческой организации АПС.
Особенно интересовался Норберт Бургер проблематикой Южного Тироля. Считал этот регион отторгнутой немецкой землёй. В 1956 защитил диссертацию об «итальянском проникновении в немецкий Южный Тироль». Активно включился в южно-тирольское сепаратистское движение — за отделение от Италии. Стал одним из основателей Комитета освобождения Южного Тироля (BAS). При этом южнотирольский сепаратизм для Бургера неразрывно соединялся с пангерманизмом и с традициями СС.

## Терроризм в Южном Тироле
Вокруг Норберта Бургера консолидировались радикальные активисты BAS из студенческих братств. Уже с конца 1956 начались подрывы железнодорожных путей, энергетических объектов, нападения на итальянских чиновников. В «Огненную ночь» на 12 июня 1961 были взорваны десятки опор ЛЭП. Дабы избежать ареста в Австрии, Бургер перебрался в ФРГ, обосновался в Аугсбурге, затем в Мюнхене. Оттуда руководил южнотирольским сепаратистским подпольем. В сентябре 1961 был совершена серия терактов, саркастично названная «детским крестовым походом»: установка мин на дорогах, поджоги коктейлями Молотова в Риме, Римини, Вероне, Триенте, Монце, Роверето.
В 1963 Бургер был арестован в Мюнхене депортирован из ФРГ в Австрию. Вместе с полутора десятками сподвижников предстал перед судом. Процесс проходил в Граце, затем в Линце. В 1965 австрийские присяжные вынесли оправдательный вердикт (они посчитали, что итальянские обвинения не имеют силы в Австрии). На следующий год суд в Италии заочно признал Бургера виновным и приговорил к 28 годам заключения.
24 июля 1966 в Валле-ди-Казиес были убиты три сотрудника Финансовой гвардии. 25 июня 1967 боевики-сепаратисты совершили крупную террористическую атаку в селении Чима-Валлона (итальянская провинция Беллуно). Была взорвана опора ЛЭП, затем два взрывных устройства сработали против патрулей альпийских стрелков и карабинеров. Погибли один альпини и трое карабинеров, один карабинер получил тяжёлые ранения. Итальянские власти обвинили членов BAS, в том числе Норберта Бургера как организатора атаки. Австрийский суд вначале вынес обвинительные приговоры в отношении трёх человек, среди которых не было Бургера, но вскоре осуждённые были помилованы. Однако за публичное одобрение терактов Норберт Бургер был приговорён в Вене к восьми месяцам заключения.
В 1971 итальянский процесс во Флоренции заочно осудил большую группу обвиняемых — пятеро, в том числе Норберт Бургер, приговорены к пожизненному заключению. В Австрии приговор признан не был. Распространилась версия о спецоперации итальянских спецслужб; особо отмечалось, что осуждение основывалось на законодательстве фашистского режима.

## Ультраправый лидер

### Основатель НДП
Своей «борьбой за немецкий Тироль» Норберт Бургер приобрёл серьёзный авторитет в крайне правых кругах. Ещё в 1963 он вышел из АПС, которую посчитал чрезмерно умеренной. 11 февраля 1967 по его инициативе была создана Национал-демократическая партия (НДП). Кадровую основу составили праворадикальные выходцы из АПС, недовольные «либерализмом» лидера партии Фридриха Петера, «готового сидеть за одним столом с евреями и масонами». Формально Норберт Бургер не всегда являлся первым лицом НДП, но всегда выступал главным идеологом, стратегом и организатором. С этого времени Бургер однозначно рассматривается как лидер австрийского правого экстремизма.
Австрийская НДП Бургера была тесно связана с западногерманской НДП фон Таддена и Мусгнуга. Партийная идеология квалифицировалась как неонацизм. Программа включала такие тезисы, как будущее присоединение Австрии к Германии; возвращение будущему немецкому государству всех территорий, потерянных в результате Второй мировой войны, а также Южного Тироля; социальное устройство на принципах фольксгемайншафт; перестройка капитализма на производительных основах; решительное отвержение классовой борьбы, марксизма и либерализма; защита немецкой духовности от «пагубных влияний Запада и Востока»; подавление преступности и коррупции, усиление армии, полиции и органов госбезопасности, восстановление смертной казни; пропаганда славных страниц германской истории; культивирование традиционных семейных ценностей. Повторялись расовые установки НСДАП, пропагандировалась евгеника и борьба с дегенеративным искусством. В 1979 Норберт Бургер демонстративно отмечал своё 50-летие не 13-го, а 20 апреля — в день 90-летия Гитлера.
Вскоре после создания НДП Норберт Бургер дал интервью Der Spiegel. Он настаивал настаивал, что НДП, в отличие от НСДАП, является националистической, но не шовинистической партией, отвергает империализм и мессианство. Свою приверженность демократии Бургер объяснил тем, что прошёл тюремное заключение и не подвергся избиению — что наверняка произошло бы при диктатуре. Он отмежевался от Гитлера, осудил его за империализм и шовинизм, якобы воспринятые от Муссолини в 1939, за отдачу Южного Тироля под итальянское владение и пообещал, что за лозунг «Хайль Гитлер!» на митинге НДП «провокатор будет избит». Бургер отмечал, что концепция фольксгемайншафт, которой привержена НДП — народ как высшая единая сущность — возникла задолго до НСДАП и уважается в Израиле. Не признавая немецкой вины, Бургер напоминал о сталинских репрессиях, истреблении североамериканских индейцев, английском истреблении ирландцев. Также Бургер подтвердил свою приверженность силовым методам борьбы за самоопределение Южного Тироля — хотя сам из-за своей «засвеченности» уже не мог принимать непосредственного участия в атаках. Это интервью и послужило основанием для ареста за оправдание терроризма.
Партия Бургера развернула кампанию «Против иностранного проникновения — за немецкую Австрию». Была создана «Народная инициатива по ограничению иностранцев» во главе с Гердом Хонзиком. Постепенно сформировалась аффилированная с НДП сеть нелегальных и полулегальных неонацистских групп — «Национальный фронт», «Националистический фронт», «Военно-спортивная группа Тренка», «Рабочая группа за демократическую политику», «Националистический союз Нордланд» и другие. В 1978 Бургер стал соучредителем движения Акция Новые Правые (ANR) — координационной структуры ультраправых с уличными боевыми группами. Совместные мероприятия проводились с известным отрицателем Холокоста Дэвидом Ирвингом. Бургер поддерживал связи с западногерманскими неонацистскими террористами Эккехардом Вайлем и Удо Альбрехтом, помогал тайно хранить оружие и поддельные документы. (Впоследствии Альбрехт из-за уголовного преследования в ФРГ бежал в ГДР, сотрудничал со Штази и участвовал в антиизраильских акциях ООП).
На выборах в представительные органы НДП не набирала и 0,5 % голосов избирателей. Но в 1980 Норберт Бургер баллотировался на пост президента Австрии. Он выступал под лозунгами «За труд и смертную казнь!», «За немецкую Австрию!», «Настоящий мужчина — это Норберт Бургер!» Его предвыборные собрания оборачивались «зальными побоищами» неонацистов с антифашистами. Бургер занял последнее третье место, однако получил 140741 голос — 3,2 %. Это было замечено в СССР, результат «южнотирольского террориста» вызвал серьёзную обеспокоенность. Советские пропагандистские источники напоминали, как перед выборами «респектабельные буржуазные издания предупреждали, что „если кандидат НДП получит 10 тысяч голосов, это будет катастрофой“. Он в четырнадцать раз (!) превзошёл этот рубеж. Теперь те же издания рекомендуют „не преувеличивать успехи НДП“». В 1981 начальник охраны Бургера Альфред Байер был привлечён к уголовной ответственности за подкуп избирателей, однако сам Бургер оправдан.
Существовали подозрения о причастности Бургера к подготовке покушения на Симона Визенталя. Именно после этой акции Бургер помогал укрываться Эккехарду Вайлю. Но в 1982 под угрозой собственного уголовного преследования Бургер содействовал в аресте Вайля. Это негативно восприняли многие ультраправые, решившие, что Бургер «заманил Вайля в ловушку и сдал полиции».

### Авторитет после партии
Норберт Бургер демонстративно присутствовал на похоронах Карла Дёница. В 1984 вместе с другими ветеранами BAS участвовал в инсбрукских торжествах по случаю «175-летия тирольской борьбы за свободу». На президентских выборах 1986 поддерживал кандидата АПС Отто Скринци (тот собрал почти втрое меньше голосов, чем Бургер в 1980).
В 1988 НДП была запрещена за пропаганду расизма и национал-социализма. Но лично Норберт Бургер оставался политическим авторитетом для крайне правых. С 1975 до конца жизни Бургер был депутатом муниципального совета Кирхберга-на-Векселе. Регулярно публиковал статьи на политические темы, руководил фондом поддержки немецких меньшинств в европейских странах. В его выступлениях стал акцентироваться мотив защиты демократии. Однако влияние Бургера заметно снизилось в результате скандалов, связанных с криминально-террористической деятельностью Эккехарда Вайля — после ареста и суда эта связь стала сильно компрометировать.
Попытка создать после запрета партии ассоциацию «Друзья НДП» Бургеру не удалась. Проект «Движения за права граждан» тоже не получил развития. Но сохранялись неформальные группы «товарищей по оружию» — прежних активистов BAS и НДП, готовых оказывать организационно-политическую поддержку. Особую роль в этом плане играла специально созданная легальная структура — Рабочее активное сообщество за демократическую политику (AFP), через которое организовывались публичные мероприятия. Будущий лидер АПС Йорг Хайдер консультировался с Бургером в 1988 о мероприятиях, посвящённых 50-летнему юбилею аншлюса.
Скончался Норберт Бургер на своей малой родине в возрасте 63 лет. Похороны Бургера превратились в многочисленную манифестацию крайне правых сил.

## Семья, связи, оценки
Норберт Бургер был женат на политической сподвижнице Маргарет, имел дочь Гудрун. С 1989 по 1991 Гудрун Бургер была помолвлена с Хайнцем-Кристианом Штрахе, будущим лидером АПС и вице-канцлером Австрии. Штрахе называл Бургера «великим человеком с большим сердцем» и своим «вторым отцом».
Известный австрийский писатель Роберт Менассе характеризовал Норберта Бургера как политического эквивалента Жан-Мари Ле Пена и Франца Шёнхубера. Этим сопоставлением Менассе подчёркивал гораздо более умеренные позиции Хайдера.